# Puntius
Puntius is een geslacht van eigenlijke karpers (Cyprinidae) en kent 136 soorten.

## Soorten
- Puntius amarus (Herre, 1924)
- Puntius ambassis (Day, 1869)
- Puntius amphibius (Valenciennes, 1842)
- Puntius anchisporus (Vaillant, 1902)
- Puntius aphya (Günther, 1868)
- Puntius arenatus (Day, 1878)
- Puntius arulius (Jerdon, 1849)
- Puntius asoka Kottelat & Pethiyagoda, 1989
- Puntius assimilis (Jerdon, 1849)
- Puntius ater Linthoingambi & Vishwanath, 2007
- Puntius aurotaeniatus (Tirant, 1885)
- Puntius bandula Kottelat & Pethiyagoda, 1991
- Puntius banksi Herre, 1940
- Puntius bantolanensis (Day, 1914)
- Puntius baoulan (Herre, 1926)
- Puntius bimaculatus (Bleeker, 1863)
- Puntius binotatus (Valenciennes, 1842)
- Puntius bramoides (Valenciennes, 1842)
- Puntius brevis (Bleeker, 1850)
- Puntius bunau Rachmatika, 2005
- Puntius burmanicus (Day, 1878)
- Puntius cataractae (Fowler, 1934)
- Puntius cauveriensis (Hora, 1937)
- Puntius chalakkudiensis Menon, Rema Devi & Thobias, 1999
- Puntius chelynoides (McClelland, 1839)
- Puntius chola (Hamilton, 1822)
- Puntius clemensi (Herre, 1924)
- Puntius compressiformis (Cockerell, 1913)
- Puntius conchonius (Hamilton, 1822) – Prachtbarbeel
- Puntius coorgensis Jayaram, 1982
- Puntius crescentus Yazdani & Singh, 1994
- Puntius cumingii (Günther, 1868)
- Puntius deccanensis Yazdani & Babu Rao, 1976
- Puntius denisonii (Day, 1865)
- Puntius didi Kullander & Fang, 2005
- Puntius disa (Herre, 1932)
- Puntius dorsalis (Jerdon, 1849)
- Puntius dorsimaculatus (Ahl, 1923)
- Puntius dunckeri (Ahl, 1929)
- Puntius endecanalis Roberts, 1989
- Puntius erythromycter Kullander, 2008
- Puntius everetti (Boulenger, 1894)
- Puntius exclamatio Pethiyagoda & Kottelat, 2005
- Puntius fasciatus (Jerdon, 1849)
- Puntius filamentosus (Valenciennes, 1844)
- Puntius flavifuscus (Herre, 1924)
- Puntius foerschi (Kottelat, 1982)
- Puntius fraseri (Hora & Misra, 1938)
- Puntius gelius (Hamilton, 1822)
- Puntius gemellus Kottelat, 1996
- Puntius guganio (Hamilton, 1822)
- Puntius hemictenus (Jordan & Richardson, 1908)
- Puntius herrei (Fowler, 1934)
- Puntius hexazona (Weber & de Beaufort, 1912)
- Puntius jacobusboehlkei (Fowler, 1958)
- Puntius jayarami Vishwanath & Tombi Singh, 1986
- Puntius jerdoni (Day, 1870)
- Puntius joaquinae Wood, 1968
- Puntius kamalika Silva, Maduwage & Pethiyagoda, 2008
- Puntius kannikattiensis Arunachalam & Johnson, 2003
- Puntius katolo (Herre, 1924)
- Puntius kelumi Pethiyagoda, Silva, Maduwage & Meegaskumbura, 2008
- Puntius khohi Dobriyal, Singh, Uniyal, Joshi, Phurailatpam & Bisht, 2004
- Puntius khugae Linthoingambi & Vishwanath, 2007
- Puntius kuchingensis Herre, 1940
- Puntius lanaoensis (Herre, 1924)
- Puntius lateristriga (Valenciennes, 1842)
- Puntius layardi (Günther, 1868)
- Puntius leiacanthus (Bleeker, 1860)
- Puntius lindog (Herre, 1924)
- Puntius macrogramma Kullander, 2008
- Puntius madhusoodani Krishna Kumar, Benno Pereira & Radhakrishnan, 2012
- Puntius mahecola (Valenciennes, 1844)
- Puntius manalak (Herre, 1924)
- Puntius manguaoensis (Day, 1914)
- Puntius manipurensis Menon, Rema Devi & Viswanath, 2000
- Puntius martenstyni Kottelat & Pethiyagoda, 1991
- Puntius masyai Smith, 1945
- Puntius meingangbii Arunkumar & Singh, 2003
- Puntius melanampyx (Day, 1865)
- Puntius melanomaculatus Deraniyagala, 1956
- Puntius melanostigma (Day, 1878)
- Puntius microps (Günther, 1868)
- Puntius montanoi Sauvage, 1881
- Puntius morehensis Arunkumar & Tombi Singh, 1998
- Puntius mudumalaiensis Menon & Rema Devi, 1992
- Puntius muvattupuzhaensis Jameela Beevi & Ramachandran, 2005
- Puntius muzaffarpurensis Srivastava, Verma & Sharma, 1977
- Puntius nangalensis Jayaram, 1990
- Puntius nankyweensis Kullander, 2008
- Puntius narayani (Hora, 1937)
- Puntius nigripinnis Knight, Rema Devi, Indra & Arunachalam, 2012
- Puntius nigrofasciatus (Günther, 1868)
- Puntius okae Fowler, 1949
- Puntius oligolepis (Bleeker, 1853) – Eilandbarbeel
- Puntius ophicephalus (Raj, 1941)
- Puntius ornatus Vishwanath & Laisram, 2004
- Puntius orphoides (Valenciennes, 1842)
- Puntius pachycheilus (Herre, 1924)
- Puntius padamya Kullander & Britz, 2008
- Puntius parrah Day, 1865
- Puntius partipentazona (Fowler, 1934)
- Puntius paucimaculatus Wang & Ni, 1982
- Puntius pentazona (Boulenger, 1894)
- Puntius phutunio (Hamilton, 1822)
- Puntius pleurotaenia Bleeker, 1863
- Puntius pookodensis Mercy & Eapen, 2007
- Puntius pugio Kullander, 2008
- Puntius punctatus Day, 1865
- Puntius punjabensis (Day, 1871)
- Puntius puntio (Hamilton, 1822)
- Puntius resinus (Herre, 1924)
- Puntius reval Meegaskumbura, Silva, Maduwage & Pethiyagoda, 2008
- Puntius rhombeus Kottelat, 2000
- Puntius rhomboocellatus Koumans, 1940
- Puntius rohani Rema Devi, Indra & Knight, 2010
- Puntius sachsii (Ahl, 1923)
- Puntius sahyadriensis Silas, 1953
- Puntius sarana (Hamilton, 1822)
- Puntius schanicus (Boulenger, 1893)
- Puntius sealei (Herre, 1933)
- Puntius semifasciolatus (Günther, 1868)
- Puntius setnai Chhapgar & Sane, 1992
- Puntius shalynius Yazdani & Talukdar, 1975
- Puntius sharmai Menon & Rema Devi, 1992
- Puntius singhala (Duncker, 1912)
- Puntius sirang (Herre, 1932)
- Puntius snyderi Oshima, 1919
- Puntius sophore (Hamilton, 1822)
- Puntius sophoroides (Günther, 1868)
- Puntius spilopterus (Fowler, 1934)
- Puntius srilankensis (Senanayake, 1985)
- Puntius stoliczkanus (Day, 1871)
- Puntius takhoaensis Nguyen & Doan, 1969
- Puntius tambraparniei Silas, 1954
- Puntius terio (Hamilton, 1822)
- Puntius tetraspilus (Günther, 1868)
- Puntius tetrazona (Bleeker, 1855) – Sumatraan
- Puntius thelys Kullander, 2008
- Puntius thermalis (Valenciennes, 1844)
- Puntius thomassi (Day, 1874)
- Puntius tiantian Kullander & Fang, 2005
- Puntius ticto (Hamilton, 1822)
- Puntius titteya Deraniyagala, 1929
- Puntius tras (Herre, 1926)
- Puntius trifasciatus Kottelat, 1996
- Puntius tumba (Herre, 1924)
- Puntius umalii Wood, 1968
- Puntius vittatus Day, 1865
- Puntius waageni (Day, 1872)
- Puntius yuensis Arunkumar & Singh, 2003

Aaptosyax · Abbottina · Abramis · Acanthalburnus · Acanthobrama · Acanthogobio · Acanthorhodeus · Acapoeta · Acheilognathus · Acrocheilus · Acrossocheilus · Agosia · Albulichthys · Alburnoides · Alburnus · Algansea · Amblypharyngodon · Anabarilius · Anaecypris · Ancherythroculter · Aphyocypris · Aspidoparia · Aspiolucius · Aspiorhynchus · Aspius · Atrilinea · Aulopyge · Aztecula · Balantiocheilos · Bangana · Barbichthys · Barbodes · Barboides · Barbonymus · Barbopsis · Barbus · Barilius · Belligobio · Biwia · Blicca · Boraras · Caecobarbus · Caecocypris · Campostoma · Candidia · Capoeta · Capoetobrama · Carassioides · Carasobarbus · Carassius · Catla · Catlocarpio · Cephalakompsus · Chagunius · Chalcalburnus · Chanodichthys · Chela · Chelaetiops · Chondrostoma · Chuanchia · Cirrhinus · Clinostomus · Coptostomabarbus · Coreius · Coreoleuciscus · Cosmochilus · Couesius · Crossocheilus · Ctenopharyngodon · Culter · Cultrichthys · Cyclocheilichthys · Cyprinella · Cyprinion · Cyprinus · Danio · Danionella · Delminichthys · Devario · Dionda · Diptychus · Discherodontus · Discogobio · Distoechodon · Eirmotus · Elopichthys · Engraulicypris · Epalzeorhynchos · Eremichthys · Erimystax · Erythroculter · Esomus · Eupallasella · Evarra · Exoglossum · Folifer · Garra · Gila · Gnathopogon · Gobio · Gobiobotia · Gobiocypris · Gymnocypris · Gymnodanio · Gymnodiptychus · Gymnostomus · Hainania · Hampala · Hemibarbus · Hemiculter · Hemiculterella · Hemigrammocapoeta · Hemigrammocypris · Hemitremia · Henicorhynchus · Herzensteinia · Hesperoleucus · Horadandia · Horalabiosa · Huigobio · Hybopsis · Hybognathus · Hypophthalmichthys · Hypselobarbus · Hypsibarbus · Iberocypris · Inlecypris · Iotichthys · Iranocypris · Ischikauia · Kalimantania · Kosswigobarbus · Labeo · Labeobarbus · Ladigesocypris · Ladislavia · Lagowskiella · Laocypris · Lavinia · Lepidomeda · Lepidopygopsis · Leptobarbus · Leptocypris · Leucalburnus · Leucaspius · Leuciscus · Linichthys · Lobocheilos · Longiculter · Luciobarbus · Luciobrama · Luciocyprinus · Luciosoma · Luxilus · Lythrurus · Macrhybopsis · Macrochirichthys · Mandibularca · Margariscus · Meda · Megalobrama · Megarasbora · Mekongina · Messinobarbus · Mesobola · Mesogobio · Metzia · Microphysogobio · Microrasbora · Moapa · Mylocheilus · Mylopharodon · Mylopharyngodon · Mystacoleucus · Naziritor · Nematabramis · Neobarynotus · Neobola · Neolissochilus · Nicholsicypris · Nocomis · Notemigonus · Notropis · Ochetobius · Onychostoma · Opsaridium · Opsariichtys · Opsarius · Opsopoeodus · Oregonichthys · Oreichthys · Oreoleuciscus · Orthodon · Ospatulus · Osteobrama · Osteochilichthys · Osteochilus · Oxygaster · Oxygymnocypris · Pachychilon · Paedocypris · Parabramis · Paracanthobrama · Paracheilognathus · Parachela · Paracrossochilus · Paralaubuca · Parapsilorhynchus · Pararasbora · Pararhinichthys · Parasinilabeo · Paraspinibarbus · Parator · Parazacco · Pectenocypris · Pelecus · Percocypris · Petroleuciscus · Phenacobius · Phoxinellus · Phoxinus · Phreatichthys · Pimephalis · Placocheilus · Placogobio · Plagiognathops · Plagopterus · Platygobio · Platypharodon · Platysmacheilus · Pogobrama · Pogonichthys · Pogonocharax · Poropuntius · Porotergus · Probarbus · Procypris · Prolabeo · Prolabeops · Pseudaspius · Pseudobarbus · Pseudobrama · Pseudogobio · Pseudohemiculter · Pseudolaubuca · Pseudophoxinus · Pseudopungtungia · Pseudorasbora · Pteronotropis · Ptychidio · Ptychobarbus · Ptychocheilus · Pungtungia · Puntioplites · Puntius · Racoma · Raiamas · Rasbora · Rasborichthys · Rasborinus · Rastrineobola · Rectoris · Relictus · Rhinichthys · Rhinogobio · Rhodeus · Rhynchocypris · Richardsonius · Rohtee · Rohteichthys · Romanogobio · Rostrogobio · Rutilus · Salmophasia · Salmostoma · Sanagia · Sarcocheilichthys · Saurogobio · Sawbwa · Scaphesthes · Scaphiodonichthys · Scaphognathops · Scardinius · Schismatorhynchos · Schizocypris · Schizopyge · Schizopygopsis · Schizothoraichthys · Schizothorax · Securicula · Semilabeo · Semiplotus · Semotilus · Sikukia · Sinibrama · Sinilabeo · Sinocrossocheilus · Sinocyclocheilus · Snyderichthys · Spinibarbus · Squalidus · Squaliobarbus · Squalius · Stypodon · Sundadanio · Systomus · Tanakia · Tanichthys · Telestes · Thryssocypris · Thynnichthys · Tinca · Tor · Toxabramis · Tribolodon · Trigonostigma · Troglocyclocheilus · Tropidophoxinellus · Typhlobarbus · Typhlogarra · Vimba · Xenobarbus · Xenocyprioides · Xenocypris · Xenophysogobio · Yaoshanicus · Yuriria · Zacco